# Tarzan e o Leão de Ouro
Tarzan e o Leão de Ouro (Tarzan and the Golden Lion, no original em Inglês) é um romance de autoria do escritor norte-americano Edgar Rice Burroughs. Publicado em 1922, é o nono de uma série de vinte e quatro obras sobre o personagem Tarzan.

## Resumo
Ao retornar de Pal-ul-Don, Tarzan, Jane e Korak encontram um filhote de leão órfão. Tarzan aposta com Korak que consegue treiná-lo como outros treinam seus cães. Assim, Jad-bal-ja ("Leão Dourado" na língua de Pal-ul-Don), com sua distinta sua juba negra, irá crescer para tornar-se uma feroz máquina de destruição, obediente, porém, a todo comando de Tarzan.
Os três conseguem reconstruir a casa onde residem, na fazenda da família, mas as finanças estão abaladas, o que exige uma nova investida em Opar, a fim de obter mais ouro. A mesma ideia tem Flora Hawkes, ex-empregada doméstica dos Greystokes. Ela contrata um bando de canalhas, entre eles Esteban Miranda, sósia do senhor das selvas, para ajudá-la a saquear os tesouros daquela cidade perdida.
A caminho de Opar, Tarzan é drogado e dado como morto. Esteban Miranda assume sua identidade, atira em macacos amigos e recruta guerreiros Waziri como carregadores. Para os perplexos aliados de Tarzan, que não creem que tal covarde seja seu amado Bwana, Esteban alega que uma pancada na cabeça tirou-lhe a memória e afetou suas habilidades.
Tarzan, após ser capturado pelo oparianos, salva La, a grã-sacerdotisa que o ama, de um golpe de estado. Eles fogem para um vale que abriga outra civilização perdida, bolganis, isto é, macacos com inteligência humana, cujo imperador é um enorme leão que vive no Palácio de Diamantes.
Ajudado por Jad-bal-ja, o filho das selvas precisa livrar-se dos bolganis e impedir que Flora Hawkes e a corja de Esteban Miranda causem outros males a seus domínios.

## História editorial
A história foi escrita de 10 de fevereiro a 31 de maio de 1922.
Foi publicada pela primeira vez na edição de 40o. aniversário da revista pulp Argosy All-Story Weekly e nos seis números seguintes, de 9 de dezembro de 1922 a 20 de janeiro de 1923. P. J. Monahan ilustrou o número inicial e Stout desenhou os cabeçalhos de cada um deles.
A primeira edição em livro veio à luz em 24 de março de 1922, pela editora A.C McClurg, com ilustrações de capa e outras oito em sépia por J. Allen St. John.
Em 1927, a Grosset & Dunlap publicou uma edição, paralela ao lançamento do longa metragem homônimo, com oator Jim Pierce na capa e quatro cenas do filme nas páginas internas.

### No Brasil
A Companhia Editora Nacional publicou a obra no Brasil em 1935, em dois volumes, como o número 39 da lendária coleção Terramarear, numa edição de quinze mil exemplares. Quatro reedições se seguiram entre 1947 e 1959, com tiragens de cinco mil exemplares cada. A reedição de 1959 juntou os dois volumes em um só.
Também em 1959, a CODIL - Cia. Distribuidora de Livros lançou uma edição de luxo, com ilustrações de Manoel Victor Filho, parte de um projeto em que foram editadas onze outras aventuras do homem-macaco.
Ainda no Brasil, a Editora Record relançou o romance em 1971, com tradução de Ruy Jungmann e capa de Burne Hogarth, juntamente com outros sete livros do herói.
Em 2021, a editora Bola de Sebo publicou o e-book Tarzan e o Leão de Ouro : Edição ilustrada e anotada para Kindle.

### Em Portugal
Em Portugal, a narrativa saiu pela Portugal Press, editora sediada em Lisboa.

## Adaptações

### Quadrinhos
A primeira quadrinização foi na forma de tiras diárias em 20 de outubro de 1930, com término em 17 de fevereiro de 1931. Como já se tornara habitual, as ilustrações são de Rex Maxon e o roteiro, de R.W. Palmer.
A Gold Key lançou a primeira adaptação para as revistas em quadrinhos em 1967, com ilustrações de Russ Manning e roteiro de Gaylord Du Bois.
No Brasil, essa quadrinização foi editada duas vezes pela EBAL, na coleção especial Lança de Prata: em fins da década de 1960, e, posteriormente, em 1986-1987, ambas na revista "Tarzan".

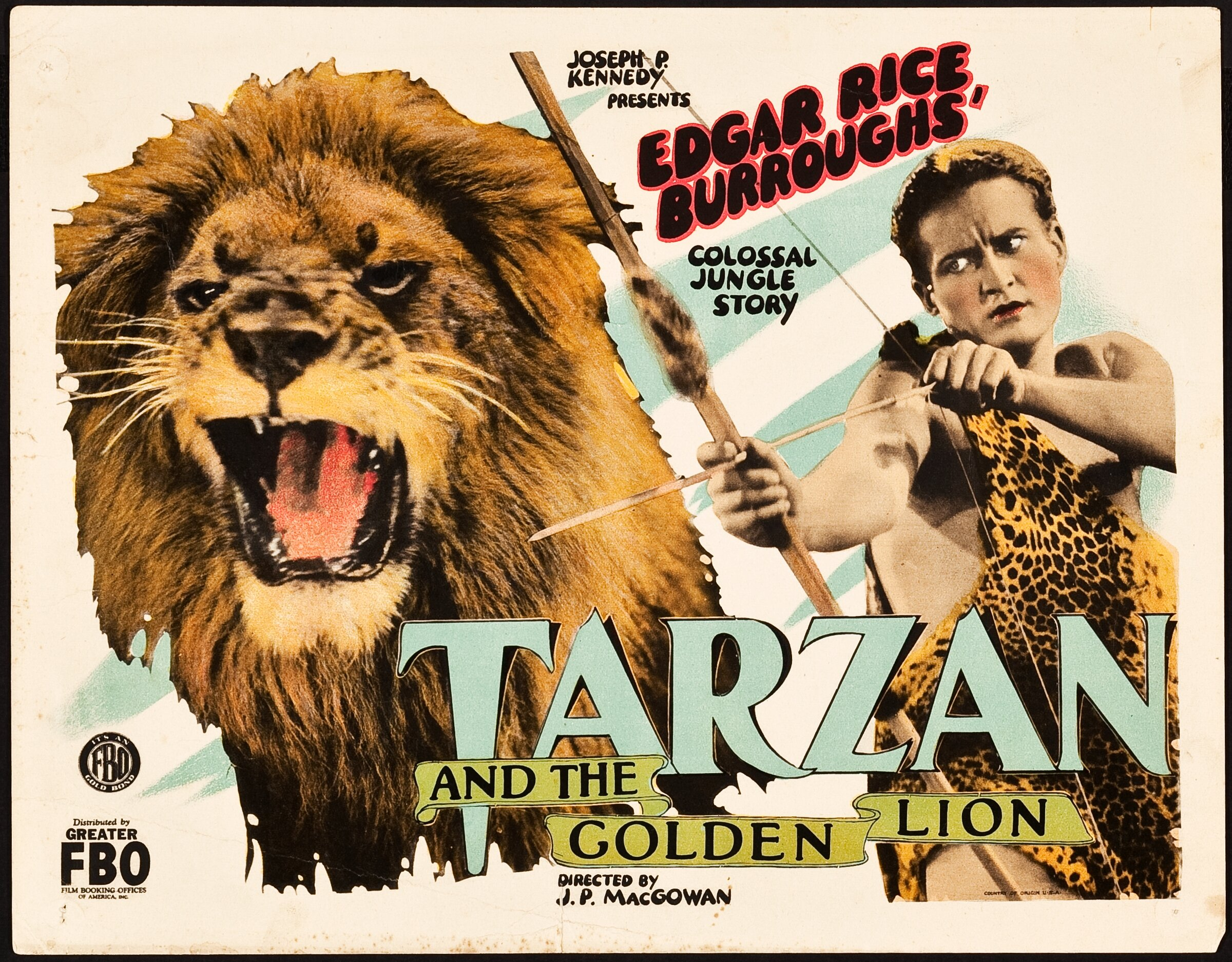
Cartaz da versão cinematográfica, com Jim Pierce como Tarzan

### Cinema
Em 1927, foi lançada  a adaptação cinematográfica de mesmo nome, com Jim Pierce no papel do herói. Burroughs, sempre avesso às versões de suas obras para o cinema, desta vez mostrou-se entusiasmado. Em carta a um amigo, escreveu:
| “ | Estou convencido de que este será o maior de todos os filmes de Tarzan já realizados. Encontramos um homem que é realmente Tarzan e que, creio eu, será alçado às maiores alturas do estrelato. | ” |

 As profecias não se concretizaram, mas Burroughs ganhou um genro, pois Pierce desposou sua filha Joan em 1928.
A produção, grande sucesso de público, mas não de crítica, é tida como a mais fiel entre todas feitas com as aventuras do rei das selvas.

### Televisão
Em 1976, a história foi adaptada no terceiro episódio da série animada Tarzan, Lord  of the Jungle, produzida pela Filmation.

### Outras
O desenho que J. Allen St. John fez para a primeira edição do romance em livro tornou-se tão icônica que ele, mais tarde, pintou uma versão em tela. Outros artistas, como R. G. Krenkel e Joe Jusko, também produziram poses semelhantes de Tarzan e o leão de juba negra.
Em 1943, a Withman, selo da Western Publishing publicou uma adaptação para a série de livros ilustrados Better Little Books